# Arrondissement Cosne-Cours-sur-Loire
Cosne-Cours-sur-Loire is een arrondissement van het Franse departement Nièvre in de regio Bourgogne-Franche-Comté. De onderprefectuur is Cosne-Cours-sur-Loire.

## Kantons
Het arrondissement was tot 2014 samengesteld uit de volgende kantons:
- Kanton La Charité-sur-Loire
- Kanton Cosne-Cours-sur-Loire-Nord
- Kanton Cosne-Cours-sur-Loire-Sud
- Kanton Donzy
- Kanton Pouilly-sur-Loire
- Kanton Saint-Amand-en-Puisaye

Sinds de herindeling van de kantons bij decreet van 18 februari 2014, met uitwerking op 22 maart 2015, is het samengesteld uit volgende kantons :
- Kanton La Charité-sur-Loire
- Kanton Cosne-Cours-sur-Loire
- Kanton Pouilly-sur-Loire